# Qasr el Yahud
Qasr el Yahud (àrab: قصر اليهود; també Kasser/Qasser al-Yahud/Yehud, etc.; lit. "Castell dels jueus", hebreu:אסר אל יהוד יהוד) és el nom oficial d'un lloc de bateig a la Vall del Riu Jordà. El lloc i les instal·lacions, sota ocupació israeliana, són administrats per l' Administració civil israeliana i el Ministeri de Turisme d'Israel com a part d'un parc nacional.
És la part occidental del lloc tradicional del baptisme de Jesús per Joan Baptista (Mateu 3: 13-17), en àrab Al-Maghtas, un nom que va ser usat històricament per al lloc de peregrinació a banda i banda del riu. També es considera tradicionalment el lloc on els israelites van travessar el riu Jordà, i Elies el profeta va ascendir al cel.

## Etimologia
El nom àrab del lloc de bateig és Al-Maghtas, una zona que s'estén sobre les dues ribes del riu. El costat jordà utilitza els noms Al-Maghtas, Betania més enllà de la Jordània i el lloc del Baptisme (al), mentre que la part occidental es coneix com a Qasr el-Yahud. El proper monestir ortodox grec de Sant Joan Baptista té un aspecte semblant al castell (per tant, qasr, "castell"), i la tradició sosté que els israelites van travessar el riu en aquest lloc (per tant el-Yahud, "dels jueus").

## Història
Qasr el-Yahud es troba a prop de l'antiga carretera i vora el riu que connecta Jerusalem, a través de Jericó, a diversos llocs bíblics transjordans com Madaba, el mont Nebo i la carretera del rei. Es troba a Cisjordània, una mica al sud-est de Jericó i forma part de la regió de Jericó de Palestina.
El lloc modern es va reobrir el 2011 després de tancar-se des de la Guerra dels Sis Dies de 1967. El projecte de restauració va ser aprovat abans de les celebracions del mil·lenni del 2000, però es va retardar a causa de la Segona Intifada i les inundacions a la regió el 2003. El 2000, el papa Joan Pau II va celebrar un culte privat al lloc.
Qasr el Yahud és administrat per l'Administració civil israeliana i el Ministeri de Turisme d'Israel. Abans que el lloc es fes accessible, els batejos van tenir lloc a Yardenit.